# Hrastovec pod Bočem
Hrastovec pod Bočem – wieś w Słowenii, w gminie Poljčane. W 2018 roku liczyła 105 mieszkańców.